# Пафнутий (Шикин)
Епи́скоп Пафну́тий (в миру Потап Максимович Шикин; 1815, Хвалынск, Саратовская губерния — 22 декабря 1890, Черемшаны, Саратовская губерния) — епископ Древлеправославной Церкви Христовой (старообрядцев, приемлющих белокриницкую иерархию), епископ Казанский и Вятский.
Пафнутий один из самых образованных старообрядцев своего времени. Горячий сторонник «Окружного послания». Член московского Духовного совета.

## Биография
Из мещан. К началу 1850-х годов приобрёл известность среди старообрядцев Поволжья как начетчик и человек строгой жизни. Пострижен в иноки и рукоположен во иерея старообрядческим епископом Саратовским Афанасием (Кулибиным) в конце 1855 года.
10 января 1856 года рукоположен во епископа на Казанскую и Вятскую кафедру, временно управлял Нижегородской и Самарской епархиями.
В марте 1861 году вступил в конфликт с главой российских старообрядцев белокриницкого согласия архиепископом Владимирским Антонием (Шутовым) по вопросам церковного управления. Примирение состоялось 23 августа 1861 года, однако из-за конфликта между иерархами было отложено учреждение старообрядческой Московской архиепископской кафедры. В 1862 года Пафнутий вместе с другими членами Духовного совета подписал «Окружное послание», впоследствии был противником его уничтожения.
В 1864 году в качестве одного из делегатов Московской архиепископии посетил в Белой Кринице (Австрийская империя, ныне Черновицкая область) митрополита Кирилла (Тимофеева). Митрополита убедили признать решения старообрядческого собора 1863 года об учреждении Московской архиепископской кафедры и о возведении на неё Антония (Шутова). Вскоре митрополит Кирил, принявший сторону противников «Окружного послания», отменил мирные грамоты, врученные делегатам.
В ноябре 1866 года вместе со Славским архиепископом Аркадием (Шапошниковым), И. С. Гончаровым и другими лицами снова побывал в Белой Кринице. Целью встречи с митрополитом Кирилом была договоренность о проведении совместного собора, на котором был бы решен вопрос «противоокружнического» раскола. Переговоры, начавшиеся в селе Климовцы (ныне Климэуци, Румыния), затем перенесённые в город Баташаны (ныне Ботошани, Румыния), завершились разрывом с митрополитом. Московские делегаты и зарубежные епископы уехали в Яссы, где 7 декабря прошел архиерейский собор, осудивший Кирила за уклонение в раздор и запретивший его в служении. Определение было подписано всеми присутствовавшими: Васлуйским архиепископом Аркадием (Ивановым), епископом Славским Аркадием и епископом Тульчинским Иустином (Игнатьевым), от российских епископов определение подписал епископ Пафнутий. Окончательное примирение между Московской архиепископией и Белокриницкой митрополией было достигнуто в 1870 году.
В 1860-е 1870-е годы участвовал в работе московского Духовного совета, в переговорах с неокружниками, в рукоположении ряда архиереев. Под руководством Пафнутия начал диаконское служение деятель Белокриницкой иерархии епископ Александр (Богатенков), в 1880-х годы являвшийся секретарем епископа, другим помощником Пафнутия был полемист и начётчик К. А. Перетрухин.
В 1870-х годы обострились разногласия между Пафнутием и архиепископом Антонием (Шутовым). 24 сентября 1878 года в отсутствие епископа Пафнутия было принято решение освободить его от управления Казанской епархией, оставив за ним Вятскую кафедру. Осенью 1879 года Пафнутий был освобождён от управления Казанской епархией, снова занял эту кафедру после смерти в 1881 году архиепископа Антония (Шутова).
Переход его на жительство в Черемшанский женский скит (близ Хвалынска) поставил его в неприязненные отношения к саратовскому старообрядческому епископу Паисию, в епархии которого находится Черемшан, и породил между ними вражду, из-за которой Пафнутий нарушал церковные правила. В Черемшане Пафнутий оставался до самой смерти, отправляя священнослужение, несмотря на мероприятия, принятые московским духовным советом с целью его «обуздания».

## Публикации
- Письмо М. Д. Рябову // Вятские епархиальные ведомости. 1869. — Отдел духовно-лит. № 16. — С. 352—362;
- Послание к попам Петру и Феодору, членам Московского Духовного совета // Современные летописи раскола. Последствия белокриницкого собора 1868 г. и неожиданный исход их. — М. 1869. — Прил. — С. 24-44;
- «Истинность старообрядствующей иерархии»: Соч. Швецова и Верховского: Разбор его, сделанный Пафнутием. — М, 1886; Письма разным лицам // Попов К. А. Архив раскольнического архиерея Амвросия. — Ставрополь, 1893. — С. 47, 132, 147—148, 152;
- Переписка раскольнических деятелей. — М., 1899. — Вып. 3. — С. 48-51, 53-57.
- Власов П. И. Переписка старообрядческих деятелей. — М., 1915. — С. 8-11, 13-14, 38-77.